# Fastnachtsspiel
Fastnachtsspiel – rodzaj farsy lub krotochwili zapustnej rozpowszechniony w Niemczech pod koniec średniowiecza i w XVI wieku.
W części niemieckich miast (m.in. w Norymberdze) istniał zwyczaj, że w zapusty grupy chłopców, zwykle poprzebieranych, podążały ulicami i zaglądały do domów, tańcząc i zapraszając do zabawy. Odgrywali oni przy tym krótkie historyjki. Z czasem satyryczne scenki rozwinęły się, zaś element taneczny zanikł. Częstymi tematami scenek, zwykle rubasznych czy nawet sprośnych, były spory małżeńskie i badanie pacjenta przez lekarza. W późniejszym okresie wykorzystywano także motywy zaczerpnięte z literatury. Utwory fastnachtsspiel były zwykle krótkimi formami (do trzystu kilkudziesięciu wersów), z szybką akcją i niewielką liczbą wątków.
Utwory fastnachtsspiel tworzyli m.in. Hans Sachs, Hans Rosenplüt, Hans Folz, aczkolwiek autorstwo większości pozostaje anonimowe. W okresie reformacji forma fastnachtsspiel była wykorzystywana przez niektórych protestanckich autorów (jak np. Niklaus Manuel) do wyszydzania przeciwników. W okresie burzy i naporu do formy fastnachtsspiel nawiązał Johann Wolfgang von Goethe, pisząc kilka fars.